# 2007年中国股市泡沫
227股灾 (英語：Chinese stock bubble of 2007) 是一场发生在2007年2月27日的全球性股市大跌。这个导致了市场数千亿的市值消失。在市场传言中国政府将要加息以试图抑制通货膨胀，上海证券交易所综合股价指数（简称上证指数）下跌将近9%，成为10年内最大跌幅。
亚洲市场的波动传导至全球市场。中国的股灾使得几乎所有全球市场的投资者产生不安。
在中国股市下跌之后，美国的道琼斯工业平均指数从12632点跌至12216点，下跌416点，跌幅3.29%。市场担心经济增长前景。这个是自2001年911恐怖袭击以来单日跌幅最多的一天。标准普尔500指数下跌3.45%。卖单的速度非常迅速，不得不使用了一台额外的分析计算机。这个导致了道琼斯工业指数瞬间下跌200点。